# The 88

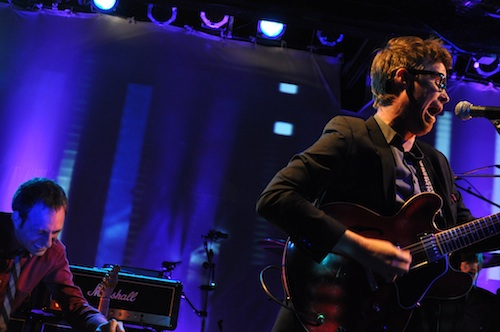
The 88 sur scène en 2009.

The 88 est un groupe américain de power pop formé en 2002 à Los Angeles (Californie). Il est connu pour ses prestations scéniques très énergiques et sa large diffusion dans les produits de culture populaire (publicité, séries). Il a acquis une renommée mondiale en interprétant la musique du générique de la série Community diffusée de 2009 à 2014. 

## Historique
En 2009, The 88 a utilisé un iPhone et l’application FourTrack (disponible sur l’AppStore) pour enregistrer la chanson Love Is the Thing.

## Discographie
- Kind of Light (en) (2003) EMK/Mootron Records
- Over and Over (en) (2005) EMK/Mootron Records
- Not Only... But Also (2008) Island Records
- This Must Be Love (en) (2009) 88 Records
- The 88 (2010) 88 Records
- Participation à la bande originale de Friends with Kids (2012)
- Participation à la BO de Lorax (2012)
- Fortune Teller (2013) 88 Records
- This Must Be Love (en) (2016) 88 Records

## Réutilisations de leurs chansons
- At Least It Was Here a été utilisée dans le générique de la série Community (2009-2014).
- Coming Home a été utilisée :
  - dans la bande originale de Little Miss Sunshine (2006) ;
  - dans une publicité pour le NFL Sunday Ticket, diffusée trois mois sur DirecTV (2006) ;
  - dans une publicité pour Target (2006) ;
  - dans une publicité pour Sears (2007) ;
  - dans l'épisode L'intervention de la série How I Met Your Mother (2008).

- Hide Another Mistake a été utilisée :
  - dans l'épisode Après le tir de la série Newport Beach (2005) ;
  - dans l'épisode C'est mon dernier bal de la série How I Met Your Mother (2006) ;
  - dans l'épisode Soif d'apprendre de la série Kyle XY (2006).

- How Good It Can Be a été utilisée :
  - dans l'épisode Jusqu'au bout de la série  Les Frères Scott (2003) ;
  - dans l'épisode Vertige de l'amour de la série Newport Beach (2003).

- Nobody Cares a été utilisée pour la campagne publicitaire nationale de Zune (2006).
- Not Enough a été utilisée dans l'épisode L'Inauguration de la série Weeds (2006).
- You Belong to Me a été utilisée dans l'épisode Charité bien ordonnée de la série How I Met Your Mother (2005).

## Récompenses
- Meilleur groupe de rock/pop du LA Weekly
- Meilleur groupe de Los Angeles - L.A. Alternative Press

## Sources
- (en) Cet article est partiellement ou en totalité issu de l’article de Wikipédia en anglais intitulé « The 88 » (voir la liste des auteurs).

1. ↑  (en) Mikael Wood, « The 88: Not Only...But Also », Spin,‎ décembre 2008, p. 100 (ISSN 0006-2510, lire en ligne)
2. ↑  Nicolas Furno, « L’iPhone peut servir de studio d’enregistrement, la preuve ! », iGeneration, , article publié le 5 juillet 2009, consulté le 5 juillet 2009